# Hohenzollernplatz (metropolitana di Monaco di Baviera)
Hohenzollernplatz è una stazione della metropolitana di Monaco di Baviera, inaugurata il 18 ottobre 1980.
È servita dalla linea U2, ed ha due binari.